# Доње Гргуре
Доње Гргуре је насеље у Србији у општини Блаце у Топличком округу. Према попису из 2022. било је 86 становника (према попису из 1991. било је 121 становника).

## Демографија
У насељу Доње Гргуре живи 106 пунолетних становника, а просечна старост становништва износи 49,1 година (47,1 код мушкараца и 51,2 код жена). У насељу има 52 домаћинства, а просечан број чланова по домаћинству је 2,44.
Ово насеље је великим делом насељено Србима (према попису из 2002. године).
|  |

| Демографија | Демографија | Демографија |
| Година      | Становника  | Становника  |
| ----------- | ----------- | ----------- |
| 1948.       | 410         |             |
| 1953.       | 435         |             |
| 1961.       | 344         |             |
| 1971.       | 244         |             |
| 1981.       | 211         |             |
| 1991.       | 121         | 119         |
| 2002.       | 127         | 129         |

| Етнички састав према попису из 2002.‍ | Етнички састав према попису из 2002.‍ | Етнички састав према попису из 2002.‍ | Етнички састав према попису из 2002.‍ | Етнички састав према попису из 2002.‍ |
| ------------------------------------ | ------------------------------------ | ------------------------------------ | ------------------------------------ | ------------------------------------ |
|                                      |                                      |                                      |                                      |                                      |
| Срби                                 | Срби                                 |                                      | 126                                  | 99,21%                               |
| непознато                            | непознато                            |                                      | 1                                    | 0,78%                                |

| Година пописа     | 1948. | 1953. | 1961. | 1971. | 1981. | 1991. | 2002. |
| ----------------- | ----- | ----- | ----- | ----- | ----- | ----- | ----- |
| Број домаћинстава | 53    | 69    | 76    | 69    | 69    | 48    | 52    |

| Број чланова      | 1  | 2  | 3 | 4 | 5 | 6 | 7 | 8 | 9 | 10 и више | Просек |
| ----------------- | -- | -- | - | - | - | - | - | - | - | --------- | ------ |
| Број домаћинстава | 14 | 22 | 6 | 3 | 5 | 1 | 0 | 1 | 0 | 0         | 2,44   |

| Пол    | Укупно | Неожењен/Неудата | Ожењен/Удата | Удовац/Удовица | Разведен/Разведена | Непознато |
| ------ | ------ | ---------------- | ------------ | -------------- | ------------------ | --------- |
| Мушки  | 53     | 8                | 39           | 5              | 1                  | 0         |
| Женски | 55     | 3                | 38           | 14             | 0                  | 0         |
| УКУПНО | 108    | 11               | 77           | 19             | 1                  | 0         |

| Пол    | Укупно                    | Пољопривреда, лов и шумарство | Рибарство                            | Вађење руде и камена | Прерађивачка индустрија       |
| ------ | ------------------------- | ----------------------------- | ------------------------------------ | -------------------- | ----------------------------- |
| Мушки  | 25                        | 16                            | 0                                    | 0                    | 6                             |
| Женски | 27                        | 23                            | 0                                    | 0                    | 3                             |
| УКУПНО | 52                        | 39                            | 0                                    | 0                    | 9                             |
| Пол    | Производња и снабдевање   | Грађевинарство                | Трговина                             | Хотели и ресторани   | Саобраћај, складиштење и везе |
| Мушки  | 0                         | 1                             | 1                                    | 0                    | 1                             |
| Женски | 0                         | 0                             | 0                                    | 0                    | 0                             |
| УКУПНО | 0                         | 1                             | 1                                    | 0                    | 1                             |
| Пол    | Финансијско посредовање   | Некретнине                    | Државна управа и одбрана             | Образовање           | Здравствени и социјални рад   |
| Мушки  | 0                         | 0                             | 0                                    | 0                    | 0                             |
| Женски | 0                         | 0                             | 1                                    | 0                    | 0                             |
| УКУПНО | 0                         | 0                             | 1                                    | 0                    | 0                             |
| Пол    | Остале услужне активности | Приватна домаћинства          | Екстериторијалне организације и тела | Непознато            | Непознато                     |
| Мушки  | 0                         | 0                             | 0                                    | 0                    | 0                             |
| Женски | 0                         | 0                             | 0                                    | 0                    | 0                             |
| УКУПНО | 0                         | 0                             | 0                                    | 0                    | 0                             |

## Галерија
- Основна школа
- Основна школа
- Основна школа
- Основна школа
- Основна школа
- Народни Музеј Топлице
- Народни Музеј Топлице
- Народни Музеј Топлице
- Народни Музеј Топлице
- Народни Музеј Топлице
- Народни Музеј Топлице
- Народни Музеј Топлице
- Народни Музеј Топлице
- Месна канцеларија
- Месна канцеларија